# Antonio Ghiardello
Antonio Ghiardello (ur. 21 kwietnia 1898 w Santa Margherita Ligure, zm. 4 stycznia 1992 w Rzymie) – włoski wioślarz, brązowy medalista olimpijski.
Wystąpił na igrzyskach olimpijskich w Los Angeles w 1932, gdzie Włosi w składzie: Antonio Ghiardello, Francesco Cossu, Giliante D’Este i Antonio Garzoni Provenzani zdobyli brązowy medal w czwórkach bez sternika. W finale o 5,8 sekundy przegrali z osadą Wielkiej Brytanii i o 1 sekundę z osadą Niemiec. Brał też udział w igrzyskach olimpijskich w Berlinie w 1936, gdzie w tej samej konkurencji zajął czwarte miejsce. Walkę o trzecie miejsce Włosi przegrali o 1,8 sekundy ze Szwajcarami.
Ponadto w czwórkach ze sternikiem zdobywał złote medale na mistrzostwach Europy w Lucernie (1926), mistrzostwach Europy w Como (1927) i mistrzostwach Europy w Paryżu (1931). Zajął również trzecie miejsce w ósemkach na mistrzostwach Europy w Lucernie (1934).
Po zakończeniu kariery został trenerem, pracował między innymi w Brazylii.